# Emilio Artom
Emilio Artom (9 de novembro de 1888 – 11 de dezembro de 1952) foi um matemático italiano. Foi durante dois anos assistente de Federigo Enriques em Bolonha.
Foi palestrante do Congresso Internacional de Matemáticos em Bolonha (1928).